# Venersborg
Venersborg és una concentració de població designada pel cens dels Estats Units a l'estat de Washington. Segons el cens del 2000 tenia 3.274 habitants.

## Demografia
Segons el cens del 2000, Venersborg tenia 3.274 habitants, 1.018 habitatges, i 899 famílies. La densitat de població era de 118 habitants per km².
Dels 1.018 habitatges en un 43,6% hi vivien nens de menys de 18 anys, en un 81,1% hi vivien parelles casades, en un 4,6% dones solteres, i en un 11,6% no eren unitats familiars. En el 9,1% dels habitatges hi vivien persones soles el 2,7% de les quals corresponia a persones de 65 anys o més que vivien soles. El nombre mitjà de persones vivint en cada habitatge era de 3,21 i el nombre mitjà de persones que vivien en cada família era de 3,41.
Per edats la població es repartia de la següent manera: un 32,7% tenia menys de 18 anys, un 6,5% entre 18 i 24, un 27,2% entre 25 i 44, un 27,1% de 45 a 60 i un 6,6% 65 anys o més.
L'edat mediana era de 37 anys. Per cada 100 dones de 18 o més anys hi havia 100,7 homes.
La renda mediana per habitatge era de 65.912 $ i la renda mediana per família de 70.031 $. Els homes tenien una renda mediana de 51.120 $ mentre que les dones 30.806 $. La renda per capita de la població era de 21.610 $. Cap de les famílies i el 0,7% de la població estaven per davall del llindar de pobresa.

## Poblacions més properes
El següent diagrama mostra les poblacions més properes.